# Bodianus bilunulatus
Bodianus bilunulatus är en fiskart som först beskrevs av Lacepède, 1801.  Bodianus bilunulatus ingår i släktet Bodianus och familjen läppfiskar. IUCN kategoriserar arten globalt som livskraftig. Inga underarter finns listade.

## Bildgalleri

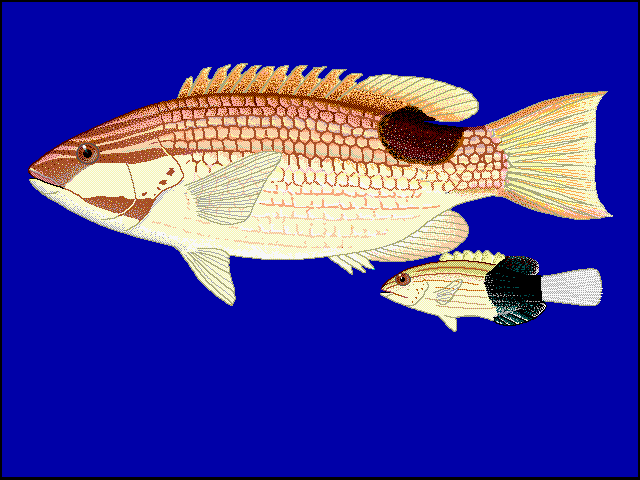
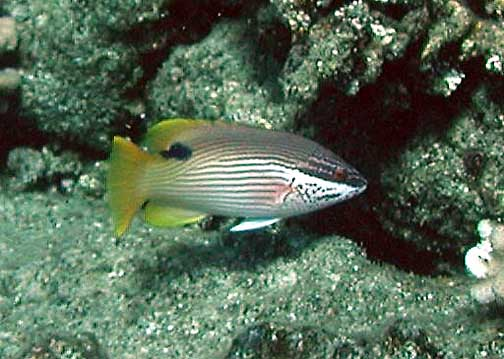
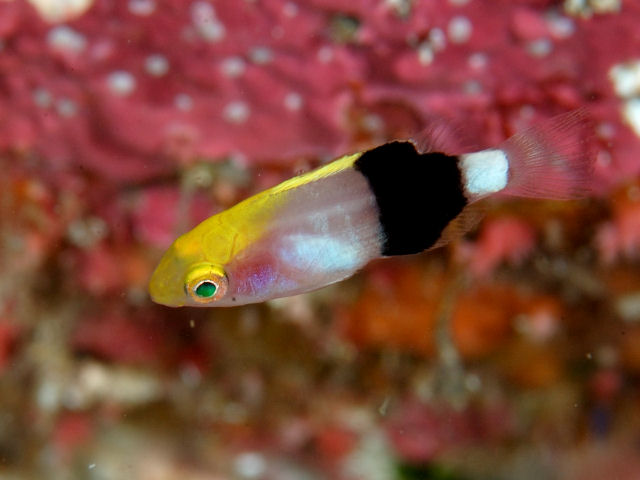